# Nemzeti Bajnokság I de 2010–11
A Campeonato Húngaro de Futebol de 2010-11 - em húngaro Nemzeti Bajnokság I - é a 122ª temporada do Campeonato Húngaro de Futebol.

## Participantes

### Estádios e locais
| Time                 | Cidade         | Estádio                  | Capacidade |
| -------------------- | -------------- | ------------------------ | ---------- |
| Budapest Honvéd FC   | Budapest       | Bozsik Stadion           | 10,000     |
| Debreceni VSC        | Debrecen       | Stadion Oláh Gábor Út    | 9,640      |
| Ferencvárosi TC      | Budapest       | Stadion Albert Flórián   | 18,100     |
| Győri ETO FC         | Győr           | ETO Park                 | 16,000     |
| Kaposvári Rákóczi FC | Kaposvár       | Stadion Rákóczi          | 7,000      |
| Kecskeméti TE        | Kecskemét      | Széktói Stadion          | 6,300      |
| Lombard-Pápa TFC     | Pápa           | Stadion Várkerti         | 4,500      |
| MTK FC               | Budapest       | Hidegkuti Nándor Stadium | 7,700      |
| Paksi SE             | Paks           | Stadion PSE              | 4,950      |
| BFC Siófok           | Siófok         | Révesz Géza Stadion      | 10,500     |
| Szolnoki MÁV FC      | Szolnok        | Tiszaligeti Stadion      | 10,000     |
| Szombathelyi Haladás | Szombathely    | Stadion Rohonci Út       | 12,000     |
| Újpest FC            | Budapest       | Szusza Ferenc Stadium    | 13,501     |
| Vasas SC             | Budapest       | Stadion Rudolf Illovszky | 12,000     |
| Videoton FC          | Székesfehérvár | Stadion Sóstói           | 15,000     |
| Zalaegerszegi TE     | Zalaegerszeg   | ZTE Arena                | 9,000      |

### Pessoal e patrocínio
| Time                 | Presidente               | Treinador      | Material esportivo | Patrocinador da camisa     |
| -------------------- | ------------------------ | -------------- | ------------------ | -------------------------- |
| Budapest Honvéd      | George F. Hemingway      | Tibor Sisa     | Nike               |                            |
| Debreceni VSC        | Sándor Szilágyi          | András Herczeg | adidas             | Teva                       |
| Videoton FC          | Sándor Berzi             | György Mezey   | Nike               | Máltai Szeretetszolgálat   |
| Ferencváros          | Terry Robinson           | Bobby Davison  | Nike               | Unibet                     |
| Győri ETO            | Csaba Tarsoly            | Attila Pintér  | adidas             | Quaestor                   |
| Kaposvári Rákóczi FC | Kálmán Torma             | László Prukner | Givova             | Regáli Klíma               |
| Kecskeméti TE        | Pál Rózsa, János Versegi | Aurél Csertői  | Jako               | Ereco                      |
| Lombard-Pápa         | Péter Bíró               | György Véber   | Jako               | Lombard                    |
| MTK Hungária FC      | László Domonyai          | József Garami  | Nike               | fotex                      |
| Paksi SE             | János Süli               | Imre Gellei    | Jako               | MvM Paksi Atomerőmű        |
| BFC Siófok           |                          | Károly Horváth |                    |                            |
| Szolnoki MÁV FC      | Gabor Ferencz            | Tibor Vígh     |                    |                            |
| Szombathelyi Haladás | Béla Illés               | Antal Róth     | Legea              | Contact Zrt.               |
| Újpest FC            | István Csehi             | Willie McStay  | Puma               | Birdland Golf & SPA Resort |
| Vasas SC             | János Jámbor             | Géza Mészöly   | Lancast            |                            |
| Zalaegerszegi TE     | Ferenc Nagy              | János Csank    | mass               |                            |

### Mudanças gerenciais
| Time                 | Técnico        | Maneira           | Data               | Substituído pelo | Data da nomeação    |
| -------------------- | -------------- | ----------------- | ------------------ | ---------------- | ------------------- |
| Ferencváros TC       | Craig Short    | Contrato expirado | Verão de 2010      | László Prukner   | 4 de Junho 2010     |
| Kaposvári Rákóczi FC | László Prukner | Demitido          | 2 de Junho de 2010 | Tibor Sisa       | 12 de Junho de 2010 |

## Classificação
| Campeão Húngaro 2010-11 |
| ----------------------- |
| A definir               |